# Kim Jun-ho (schaatser)
Kim Jun-ho (Seoel, 9 oktober 1995) is een Zuid-Koreaanse langebaanschaatser. Hij nam in 2014 deel aan de 500 meter langebaanschaatsen op de Olympische Winterspelen waar hij als 21ste eindigde. In 2018 werd hij 12e op de 500 meter tijdens de Olympische Winterspelen.

## Persoonlijke records
| Afstand | Datum             | Baan           | Tijd    |
| ------- | ----------------- | -------------- | ------- |
| 500m    | 17 december 2022  | Calgary        | 34,07   |
| 1000m   | 15 februari 2020  | Salt Lake City | 1.08,16 |
| 1500m   | 20 september 2014 | Calgary        | 1.53,99 |
| 3000m   | 10 maart 2012     | Seoel          | 4.11,83 |
| 5000m   | 10 februari 2011  | Seoel          | 7.26,67 |

## Resultaten
| Jaar | WK Sprint | WK Afstanden           | Olympische Spelen | WK Junioren      |
| ---- | --------- | ---------------------- | ----------------- | ---------------- |
| 2013 |           |                        |                   | 500m · 15e 1000m |
| 2014 |           |                        | 21e 500m          |                  |
| 2015 | 17e       | 14e 500m               |                   | 500m             |
|      |           |                        |                   |                  |
| 2017 |           | 22e 500m               |                   |                  |
| 2018 |           |                        | 12e 500m          |                  |
| 2019 |           | 13e 500m               |                   |                  |
| 2020 |           | 8e 500m 21e 1000m      |                   |                  |
|      |           |                        |                   |                  |
| 2022 |           |                        | 6e 500m           |                  |
| 2023 |           | 12e 500m               |                   |                  |
| 2024 | 20e       | 8e 500m 8e teamsprint  |                   |                  |
| 2025 |           | 10e 500m 7e teamsprint |                   |                  |